# Miantochora polychroaria
Miantochora polychroaria là một loài bướm đêm trong họ Geometridae.